# تپه قبه ۲
تپه قبه ۲ مربوط به کالکولتیک (مس‌سنگی) ـ هزاره اول (پیش از میلاد) ـ دوره اسلامی قرن ۶ تا ۸ ه.ق است و در شهرستان پیرانشهر، بخش مرکزی، دهستان لاهیجان، روستای قبه واقع شده است. این اثر در تاریخ ۳۰ دی ۱۳۸۵ با شمارهٔ ثبت ۱۶۸۷۸ به عنوان یکی از آثار ملی ایران به ثبت رسیده است.